# Calcio Padova 1983-1984
Questa voce raccoglie le informazioni riguardanti il Calcio Padova nelle competizioni ufficiali della stagione 1983-1984.

## Avvenimenti
Nella stagione 1983-1984 il Padova disputa il ventiduesimo campionato di Serie B della sua storia. I biancoscudati disputano un ottimo campionato, chiuso al quinto posto con 40 punti. Nella Coppa Italia la squadra patavina disputa il quinto girone di qualificazione, che promuove agli ottavi di finale la Roma ed il Milan.

## Divise e sponsor
Lo sponsor tecnico per la stagione 1983-1984 fu Adidas, mentre lo sponsor ufficiale fu Bata.
| Casa | Alternativa |

## Organigramma societario
Area direttiva
- Presidente: Ivo Antonino Pilotto
- General Manager: Enrico Alberti
- Segretario: Giovanni Ballico

Area sanitaria
- Medici sociali: Claudio Rigo e Massimo Scutari
- Massaggiatore: Rino Baron

Area tecnica
- Allenatore: Giorgio Sereni, poi Aldo Agroppi (dal 4 dicembre), infine Gennaro Rambone (dal 26 febbraio)[2]
- Allenatore in seconda: Adriano Bardin

## Rosa
| N. |                       | Ruolo | Calciatore         |
| -- | --------------------- | ----- | ------------------ |
|    | Italia (bandiera)     | P     | Paolo De Toffol    |
|    | San Marino (bandiera) | P     | Claudio Maiani     |
|    | Italia (bandiera)     | P     | Nello Malizia      |
|    | Italia (bandiera)     | D     | Marco Baroni       |
|    | Italia (bandiera)     | D     | Cornelio Donati    |
|    | Italia (bandiera)     | D     | Pasquale Fanesi    |
|    | Italia (bandiera)     | D     | Antonio Favaro     |
|    | Italia (bandiera)     | D     | Fulvio Fellet      |
|    | Italia (bandiera)     | D     | Roberto Salvalajo  |
|    | Italia (bandiera)     | D     | Fabrizio Salvatori |
|    | Italia (bandiera)     | C     | Franco Cerilli     |

| N. |                   | Ruolo | Calciatore               |
| -- | ----------------- | ----- | ------------------------ |
|    | Italia (bandiera) | C     | Emilio Da Re             |
|    | Italia (bandiera) | C     | Vito Graziani            |
|    | Italia (bandiera) | C     | Mariano Marchetti        |
|    | Italia (bandiera) | C     | Sauro Massi              |
|    | Italia (bandiera) | C     | Maurizio Restelli        |
|    | Italia (bandiera) | C     | Stefano Trevisanello (I) |
|    | Italia (bandiera) | A     | Francesco Boito          |
|    | Italia (bandiera) | A     | Guglielmo Coppola        |
|    | Italia (bandiera) | A     | Alberto Dacroce          |
|    | Italia (bandiera) | A     | Pasquale Viscido         |

## Risultati

### Serie B

#### Girone di andata
| Arbitro: | Da Pozzo (Monza) |

|                        |           |           |
| Zanin 69’ Di Carlo 82’ | Marcatori | 39’ Boito |

| Arbitro: | Baldi (Roma) |

|                         |           |            |
| Coppola 12’ Cerilli 75’ | Marcatori | 3’ Musella |

| Arbitro: | Coppetelli (Tivoli) |

|          |           |  |
| Fusi 36’ | Marcatori |  |

| Arbitro: | Lombardo (Marsala) |

|             |           |  |
| Coppola 72’ | Marcatori |  |

| Cremona 9 ottobre 1983 5ª giornata | Cremonese                   | 0 – 0 | Padova | Stadio Giovanni Zini\| Arbitro: \| Pellicanò (Reggio Calabria) \| |
| Arbitro:                           | Pellicanò (Reggio Calabria) |       |        |                                                                   |

| Arbitro: | Lamorgese (Potenza) |

|                        |           |           |
| Garritano 6’, 42’, 66’ | Marcatori | 89’ Boito |

| Arbitro: | Boschi (Parma) |

|                             |           |                 |
| Coppola 48’ V. Graziani 53’ | Marcatori | 2’, 16’ Cinello |

| Arbitro: | Esposito (Torre del Greco) |

|                          |           |  |
| Mauti 41’ Morbiducci 80’ | Marcatori |  |

| Arbitro: | Bianciardi (Siena) |

|           |           |               |
| Da Re 14’ | Marcatori | 37’ Peroncini |

| Arbitro: | Baldi (Roma) |

|                        |           |                     |
| Magrin 30’ Pacione 48’ | Marcatori | 37’ S. Trevisanello |

| Padova 20 novembre 1983 11ª giornata | Padova        | 0 – 0 | Palermo | Stadio Silvio Appiani\| Arbitro: \| Testa (Prato) \| |
| Arbitro:                             | Testa (Prato) |       |         |                                                      |

| Arbitro: | Pellicanò (Reggio Calabria) |

|               |           |  |
| Tovalieri 50’ | Marcatori |  |

| Arbitro: | Lamorgese (Potenza) |

|           |           |  |
| Boito 49’ | Marcatori |  |

| Arbitro: | De Marchi (Novara) |

|                              |           |               |
| Massi 15’ Coppola 78’ (rig.) | Marcatori | 45’ Gasperini |

| San Benedetto del Tronto 18 dicembre 1983 15ª giornata | Sambenedettese | 0 – 0 | Padova | Stadio Fratelli Ballarin\| Arbitro: \| Testa (Prato) \| |
| Arbitro:                                               | Testa (Prato)  |       |        |                                                         |

| Arbitro: | Baldi (Roma) |

|  |           |                              |
|  | Marcatori | 61’ Da Re 83’ (rig.) Coppola |

| Arbitro: | Pirandola (Lecce) |

|             |           |              |
| Dacroce 29’ | Marcatori | 83’ Arrigoni |

| Arbitro: | Esposito (Torre del Greco) |

|                                    |           |  |
| Cerilli 41’ Favaro 58’ Dacroce 63’ | Marcatori |  |

| Campobasso 22 gennaio 1984 19ª giornata | Campobasso        | 0 – 0 | Padova | Stadio Giovanni Romagnoli\| Arbitro: \| Angelelli (Terni) \| |
| Arbitro:                                | Angelelli (Terni) |       |        |                                                              |

#### Girone di ritorno
| Padova 30 gennaio 1984 20ª giornata | Padova           | 0 – 0 | Arezzo | Stadio Silvio Appiani\| Arbitro: \| Benedetti (Roma) \| |
| Arbitro:                            | Benedetti (Roma) |       |        |                                                         |

| Catanzaro 5 febbraio 1984 21ª giornata | Catanzaro         | 0 – 0 | Padova | Stadio Militare\| Arbitro: \| Angelelli (Terni) \| |
| Arbitro:                               | Angelelli (Terni) |       |        |                                                    |

| Arbitro: | Redini (Pisa) |

|                    |           |                                          |
| Coppola 21’ (rig.) | Marcatori | 30’ Maccoppi 82’ Borgonovo 85’ Gibellini |

| Arbitro: | Menicucci (Firenze) |

|            |           |  |
| Biondi 26’ | Marcatori |  |

| Arbitro: | Pieri (Genova) |

|           |           |                             |
| Massi 32’ | Marcatori | 59’ Galbagini 64’ Nicoletti |

| Arbitro: | Magni (Bergamo) |

|               |           |  |
| Marchetti 60’ | Marcatori |  |

| Arbitro: | Leni (Perugia) |

|             |           |              |
| Zennaro 50’ | Marcatori | 19’ Restelli |

| Arbitro: | Esposito (Torre del Greco) |

|             |           |  |
| Coppola 84’ | Marcatori |  |

| Monza 1º aprile 1984 28ª giornata | Monza               | 0 – 0 | Padova | Stadio Gino Alfonso Sada\| Arbitro: \| Lamorgese (Potenza) \| |
| Arbitro:                          | Lamorgese (Potenza) |       |        |                                                               |

| Arbitro: | Lanese (Messina) |

|             |           |            |
| Coppola 71’ | Marcatori | 2’ Pacione |

| Arbitro: | Ballerini (La Spezia) |

|  |           |           |
|  | Marcatori | 54’ Boito |

| Arbitro: | Pirandola (Lecce) |

|           |           |  |
| Massi 37’ | Marcatori |  |

| Arbitro: | Da Pozzo (Monza) |

|              |           |           |
| De Falco 79’ | Marcatori | 69’ Da Re |

| Cava de' Tirreni 6 maggio 1984 33ª giornata | Cavese       | 0 – 0 | Padova | Stadio Comunale\| Arbitro: \| Baldi (Roma) \| |
| Arbitro:                                    | Baldi (Roma) |       |        |                                               |

| Padova 13 maggio 1984 34ª giornata | Padova            | 0 – 0 | Sambenedettese | Stadio Silvio Appiani\| Arbitro: \| Angelelli (Terni) \| |
| Arbitro:                           | Angelelli (Terni) |       |                |                                                          |

| Arbitro: | Lamorgese (Potenza) |

|              |           |                     |
| Tomasoni 75’ | Marcatori | 55’ (aut.) Tomasoni |

| Arbitro: | Altobelli (Roma) |

|                                                    |           |  |
| Dacroce 31’ Massi 69’, 72’ Viscido 81’ Cerilli 83’ | Marcatori |  |

| Cesena 3 giugno 1984 37ª giornata | Cesena          | 0 – 0 | Padova | Stadio La Fiorita\| Arbitro: \| Facchin (Udine) \| |
| Arbitro:                          | Facchin (Udine) |       |        |                                                    |

| Arbitro: | Pezzella (Frattamaggiore) |

|           |           |              |
| Boito 79’ | Marcatori | 72’ Ugolotti |

### Coppa Italia

#### Primo turno
| Arbitro: | Boschi (Parma) |

|                        |           |  |
| Magrin 44’ Snidaro 65’ | Marcatori |  |

| Arbitro: | Redini (Pisa) |

|  |           |                  |
|  | Marcatori | 16’, 63’ Damiani |

| Padova 28 agosto 1983 3ª giornata | Padova             | 0 – 0 | Arezzo | Stadio Silvio Appiani\| Arbitro: \| De Marchi (Novara) \| |
| Arbitro:                          | De Marchi (Novara) |       |        |                                                           |

| Arbitro: | Lanese (Messina) |

|                                                |           |                             |
| Cerezo 18’, 70’ F. Graziani 31’ A. Maldera 42’ | Marcatori | 14’ Coppola 66’ V. Graziani |

| Arbitro: | Pellicanò (Reggio Calabria) |

|                    |           |                                |
| Aversano 7’ (aut.) | Marcatori | 42’, 70’ Nicolini 69’ Corrieri |

## Statistiche

### Statistiche di squadra
| Competizione | Punti | In casa | In casa | In casa | In casa | In casa | In casa | In trasferta | In trasferta | In trasferta | In trasferta | In trasferta | In trasferta | Totale | Totale | Totale | Totale | Totale | Totale | DR |
| Competizione | Punti | G       | V       | N       | P       | Gf      | Gs      | G            | V            | N            | P            | Gf           | Gs           | G      | V      | N      | P      | Gf     | Gs     | DR |
| ------------ | ----- | ------- | ------- | ------- | ------- | ------- | ------- | ------------ | ------------ | ------------ | ------------ | ------------ | ------------ | ------ | ------ | ------ | ------ | ------ | ------ | -- |
| Serie B      | 40    | 19      | 9       | 8       | 2       | 25      | 13      | 19           | 2            | 10           | 7            | 9            | 15           | 38     | 11     | 18     | 9      | 34     | 28     | +6 |
| Coppa Italia |       | 3       | 0       | 1       | 2       | 1       | 5       | 2            | 0            | 0            | 2            | 2            | 6            | 5      | 0      | 1      | 4      | 3      | 11     | -8 |
| Totale       |       | 22      | 9       | 9       | 4       | 26      | 18      | 21           | 2            | 10           | 9            | 11           | 21           | 43     | 11     | 19     | 14     | 37     | 39     | -2 |

### Statistiche dei giocatori[5]
| Giocatore           | Serie B  | Serie B | Coppa Italia | Coppa Italia | Totale   | Totale |
| Giocatore           | Presenze | Reti    | Presenze     | Reti         | Presenze | Reti   |
| ------------------- | -------- | ------- | ------------ | ------------ | -------- | ------ |
| M. Baroni           | 29       | 0       | 5            | 0            | 34       | 0      |
| F. Boito            | 27       | 4       | 4            | 0            | 31       | 4      |
| F. Cerilli          | 33       | 3       | 4            | 0            | 37       | 3      |
| G. Coppola          | 37       | 8       | 5            | 1            | 42       | 9      |
| E. Da Re            | 27       | 3       | 4            | 0            | 31       | 3      |
| A. Dacroce          | 19       | 3       | 4            | 0            | 23       | 3      |
| P. De Toffol        | 2        | -4      | 2            | -4           | 4        | -8     |
| C. Donati           | 16       | 0       | 5            | 0            | 21       | 0      |
| P. Fanesi           | 33       | 0       | -            | -            | 33       | 0      |
| A. Favaro           | 31       | 2       | 5            | 0            | 36       | 2      |
| F. Fellet           | 31       | 0       | 5            | 0            | 36       | 0      |
| V. Graziani         | 21       | 1       | 5            | 1            | 26       | 2      |
| C. Maiani           | 6        | -7      | 3            | -7           | 9        | -14    |
| N. Malizia          | 30       | -17     | -            | -            | 30       | -17    |
| M. Marchetti        | 14       | 1       | -            | -            | 14       | 1      |
| S. Massi            | 34       | 5       | 1            | 0            | 35       | 5      |
| F. Pezzato          | -        | -       | 5            | 0            | 5        | 0      |
| M. Restelli         | 37       | 1       | 4            | 0            | 41       | 1      |
| R. Salvalajo        | 1        | 0       | -            | -            | 1        | 0      |
| F. Salvatori        | 23       | 0       | -            | -            | 23       | 0      |
| E. Sanchi           | -        | -       | 1            | 0            | 1        | 0      |
| S. Trevisanello (I) | 25       | 1       | 5            | 0            | 30       | 1      |
| P. Viscido          | 12       | 1       | -            | -            | 12       | 1      |